# Мюфтиу, Мануш
Мануш Мюфтиу (алб. Manush Myftiu; 16 января 1919, Влёра — 20 октября 1997, Тирана) — албанский коммунистический политик и государственный деятель, член Политбюро ЦК АПТ, сподвижник Энвера Ходжи. Вице-премьер НРА/НСРА, занимал различные правительственные посты. Участник политических репрессий. После падения коммунистического режима в Албании обвинялся в злоупотреблениях властью и преступлениях против человечности. Был приговорён к пожизненному заключению. Освобождён по состоянию здоровья, после чего вскоре скончался.

## Учёба и война
Родился в знатном семействе албанских мусульман. Хюдай Мюфтиу, отец Мануша Мюфтиу, был крупным землевладельцем. Высшее образование получал в Италии, учился на медицинском факультете Туринского университета. В 1941 прервал учёбу и вернулся в оккупированную Албанию.
Мануш Мюфтиу состоял в молодёжной организации Албанской фашистской партии, однако поддерживал конспиративную связь с подпольной Коммунистической партией Албании (КПА; с 1948 — Албанская партия труда, АПТ). Был одним из руководителей Влёрской организации КПА.
С 1943 Мюфтиу служил в коммунистической Национально-освободительной армии (НОАА). Был политкомиссаром 3-й, 5-й и 6-й бригады, начальником политотдела 1-й дивизии НОАА. Мануш Мюфтиу включён в перечень военных преступников, совершавших бессудные убийства противников КПА.

## В партийно-государственном руководстве

### Правительственные посты и партийный статус
В ноябре 1944 войска НОАА вступили в Тирану. К власти пришла КПА во главе с Энвером Ходжей. Мануш Мюфтиу был назначен председателем кадровой комиссии ЦК КПА. В 1946—1947 возглавлял политорганы Албанской народной армии. В 1947—1949 — председатель Народного собрания НРА.
В 1949—1950 Мануш Мюфтиу — заместитель министра иностранных дел, затем до 1951 министр — председатель Госконтроля в правительстве Энвера Ходжи. В 1951—1952 — вице-премьер, одно время исполнял обязанности министра юстиции. С 1956 по 1958 — министр здравоохранения, с 1958 по 1965 — министр образования и культуры в правительстве Мехмета Шеху. В 1954—1966 вновь занимал пост вице-премьера. После этого в течение десятилетия — 1966—1976 — являлся первым секретарём Тиранского окружного комитета АПТ. С 1976 — вновь в кабинете Шеху. Сохранил должность после самоубийства Шеху в декабре 1981, при новом премьере Адиле Чарчани. Мюфтиу установил своеобразный рекорд самого длительного вице-премьерства в истории Албании.
На I съезде АПТ в 1948 Мануш Мюфтиу стал членом ЦК. На II съезде в 1952 — кандидат в члены Политбюро. На III съезде в 1956 кооптирован в высший орган партийно-государственной власти — Политбюро ЦК АПТ.

### Политическая линия
Мануш Мюфтиу был убеждённым сторонником Энвера Ходжи и его режима. Принадлежал к группе ветеранов-ходжаистов, сторонников жёсткой сталинистской линии. Поддерживал тесные личные связи с Хюсни Капо и Неджмие Ходжей, сформировав в 1970-х могущественный политический клан.
Формального отношения к карательному аппарату Сигурими Мюфтиу не имел, но участвовал в репрессивных кампаниях. Он председательствовал в Центральной комиссии по интернированию и депортациям, играл активную роль в расследовании и репрессировании участников Тиранской партконференции 1956, выступавших с позиций Оттепели. Насаждал идеологическую цензуру в культурной жизни, лично контролировал кинопродукцию и театральный репертуар, следил за поведением артистов.
Длительное время считаясь протеже Мехмета Шеху, он, однако, не подвергся репрессиям после 1981 (в отличие от таких деятелей, как Кадри Хазбиу, Фечор Шеху, Ламби Зичишти, Ламби Печини, Фикирете Шеху, Нести Насе, Михалак Зичишти). Более того, Мюфтиу сам организовывал преследование и интернирование членов семьи Шеху.
Мануш Мюфтиу пользовался особым благоволением Энвера Ходжи. Об этом свидетельствует, в частности, переписка первого секретаря ЦК АПТ с первым секретарём Тиранского окружкома в 1963, когда Мюфтиу находился на лечении в Париже. Ходжа рекомендует Мюфтиу подольше оставаться во Франции на отдыхе и посмотреть Париж — при том, что Албания в тот период держалась в самоизоляции, а побег за границу рассматривался как тяжкое госпреступление.
Член Политбюро и вице-премьер Мюфтиу сохранил свои политические позиции и после смерти Ходжи в 1985, когда первым секретарём ЦК АПТ стал Рамиз Алия. В 1989—1990 он вновь возглавлял в правительстве ведомство Госконтроля.

## Отстранение и осуждение
В 1990 в Албании начались массовые антикоммунистические протесты. Рамиз Алия предпринял ряд политических манёвров, в том числе отстранение от власти наиболее одиозных ходжаистов. Мануш Мюфтиу был выведен из Политбюро и ЦК, отправлен в отставку с поста вице-премьера, затем исключён из АПТ.
Однако попытки Алии сохранить партийную власть за счёт частных уступок не дали результатов. В 1991 произошло падение коммунизма в Албании.
Мануш Мюфтиу стал одним из первых партийно-государственных руководителей, привлечённых к ответственности в посткоммунистической Албании. Он был арестован уже в сентябре 1991. Мюфтиу был признан виновным в злоупотреблении властью и приговорён к пяти годам тюремного заключения (в основном ему ставились в вину коррупционные финансовые махинации). Вместе с Мюфтиу была осуждена вдова Ходжи.
В 1996 Мануш Мюфтиу вновь предстал перед судом — по обвинению в преступлениях против человечности, совершённых во главе комиссии по интернированию и депортациям. Вместе с ним судили таких крупных деятелей АПТ и НСРА, как председатель президиума Народного собрания Хаджи Леши, генпрокурор и председатель Верховного суда Аранит Челя, генпрокурор Рапи Мино, замминистра внутренних дел и директор Сигурими Зюлюфтар Рамизи. Мюфтиу был признан виновным и приговорён к пожизненному заключению. Однако практически сразу он, как и Леши, был освобождён под залог в силу преклонного возраста и слабого здоровья.
Через год с небольшим после судебного решения 78-летний Мануш Мюфтиу умер в албанской столице.

## Семья
Мануш Мюфтиу был женат, имел сына. Семейство Мюфтиу находилось в сложной системе брачных связей с другими представителями партийной верхушки. Сын Мюфтиу женился на дочери Чарчани, сестра жены вышла замуж за кандидата в члены Политбюро Пило Перистери.